# Tagamanent
|  | Aquest article tracta sobre el municipi del Vallès Oriental. Si cerqueu la possessió mallorquina, vegeu «Tagamanent (Mallorca)». |

Tagamanent és un municipi de la comarca del Vallès Oriental (Catalunya). Limita amb els termes del Montseny (E), Cànoves i Samalús (SE), el Figueró i Montmany (S), i els municipis osonencs de Sant Martí de Centelles (W), el Brull (N) i Aiguafreda (N).

## Geografia
- Llista de topònims de Tagamanent (orografia: muntanyes, serres, collades, indrets...; hidrografia: rius, fonts...; edificis: cases, masies, esglésies, etc.).

| Entitat de població       | Habitants (2024) |
| la Pedralba               | 230              |
| l'Avencó                  | 57               |
| Santa Eugènia del Congost | 29               |
| Tagamanent                | 23               |
| Font: Idescat             |                  |

## Demografia
| 1497 f | 1515 f | 1553 f | 1717 | 1787 | 1857 | 1877 | 1887 | 1900 | 1910 |
| ------ | ------ | ------ | ---- | ---- | ---- | ---- | ---- | ---- | ---- |
| 23     | 31     | 35     | 329  | 241  | 518  | 350  | 297  | 279  | 282  |

| 1920 | 1930 | 1940 | 1950 | 1960 | 1970 | 1981 | 1990 | 1992 | 1994 |
| ---- | ---- | ---- | ---- | ---- | ---- | ---- | ---- | ---- | ---- |
| 303  | 237  | 214  | 253  | 219  | 182  | 132  | 148  | 145  | 145  |

| 1996 | 1998 | 2000 | 2002 | 2004 | 2006 | 2008 | 2010 | 2012 | 2014 |
| ---- | ---- | ---- | ---- | ---- | ---- | ---- | ---- | ---- | ---- |
| 180  | 195  | 195  | 221  | 247  | 282  | 303  | 306  | 322  | 322  |

| 2016 | 2018 | 2020 | 2022 | 2024 | 2026 | 2028 | 2030 | 2032 | 2034 |
| ---- | ---- | ---- | ---- | ---- | ---- | ---- | ---- | ---- | ---- |
| 316  | 333  | 318  | 340  | 339  | -    | -    | -    | -    | -    |

## La població i l'economia

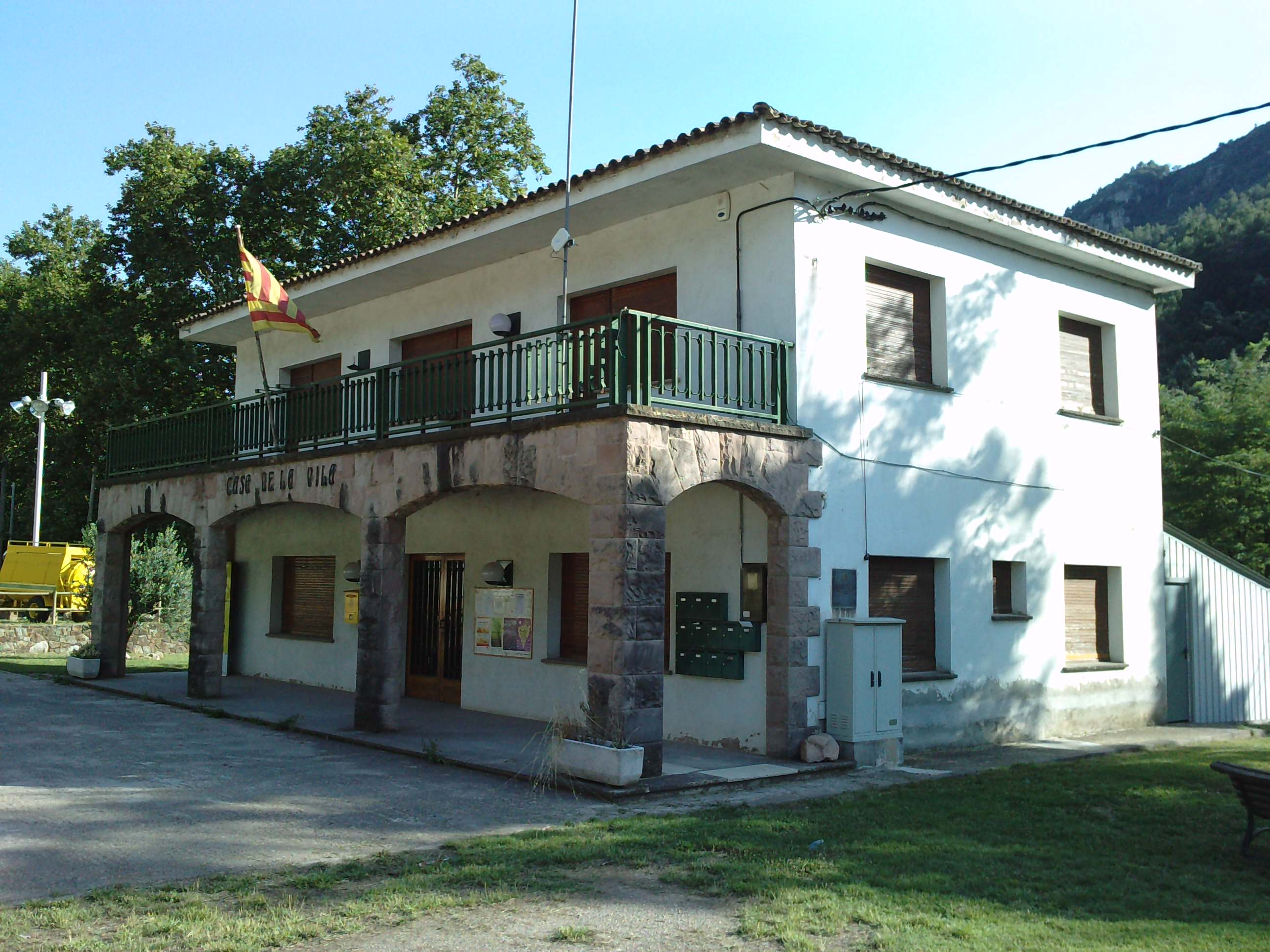
Ajuntament de Tagamanent

La població del terme (tagamanentins) en gran part disseminada, sempre ha estat escassa. Els primers registres de població li adjudicaren 329 habitants l'any 1719, que augmentaren a 518 el 1857, màxima fita demogràfica. A partir del segle xx, la tendència al despoblament del municipi, allunyat dels principals pols industrials de la comarca, fou contínua: 303 hab. el 1920, 231 el 1950, 182 el 1970 i 132 el 1981. Durant l'última dècada del segle xx, l'auge del fenomen turístic i la construcció d'urbanitzacions comportà una lleu recuperació del cens (151 hab. el 1991 i 215 el 2001). El 2005 hi havia 265 hab.
El caràcter muntanyós i trencat del terme el fa poc apte per a les activitats del camp, que es limiten al conreu d'unes poques hectàrees i la cria d'alguns caps de bestiar boví. En contraposició, la superfície forestal del terme, poblat de pins, alzines i també alguns roures i faigs, és molt extensa. El pasturatge hi havia estat molt estès gràcies a les amples planures de la part alta del terme. Ja al segle xvii els senyors de Tagamanent, els Rocabertí, establiren en uns plans sota Vallfornès una fira del bestiar que baixava dels pasturatges del pla de la Calma.
L'única activitat industrial és la producció de materials de pedra destinats al sector de la construcció. Diverses empreses exploten unes pedreres de gres vermell i llicorella, situades al mateix terme. Hi ha antics meners de ferro a la vall de Picamena, antigament explotats, i altres de coure al bosc de Can Vila de la Riba, als sots de l'Afrau d'en Coll i de l'Afrau de Roca de Corbs; igualment s'extreia plom prop de la Figuera, a la Roca de Caçà i al sot de l'Afrau. Les petites explotacions mineres de fluorita i baritina foren tancades. Al terme s'hi ha desenvolupat força el comerç i els serveis, que han esdevingut la principal font d'ingressos gràcies a l'auge del turisme i a la instal·lació de segones residències, que produeixen un augment considerable de la població durant les vacances estivals.